# Galerucella brunneipennis
Galerucella brunneipennis es una especie de insecto coleóptero de la familia Chrysomelidae.
Fue descrita científicamente en 1954 por Bryant.